# Henrik Svalander
Henrik Otto Svalander, född 7 mars 1980, är en svensk skådespelare och har under större delen av sin profession jobbat på Malmö stadsteaters.

## Biografi
Henrik Svalander har studerat vid Teaterhögskolan i Luleå 2003–2007.
Hösten 2007 debuterade han i Stefan Larssons uppsättning av Tjechovs Måsen på Elverket/Dramaten. Sommaren 2008 arbetade Svalander med Måns Herngrens film Allt flyter om manliga konstsimmare. 2009 medverkade han i Ulf Malmros film Bröllopsfotografen. Vintern 2009 var han med i En fröjdefull jul på Regionteatern Blekinge Kronoberg. Våren 2012 medverkade han i Kritcirkeln på Smålands Musik och Teater.
På Malmö Stadsteater har Henrik Svalander bland annat, mellan åren 2008 -2021,  medverkat i Roberto Zucco, Rampfeber, De dödas skrik, Mycket väsen för ingenting, Gengångare & Zombies, Gusten Grodslukare, Livläkarens besök och Martyrer.
Sommaren 2011 framförde han monologen Den komiska tragedin på Hipps innergård, för vilken han nominerades till Nöjesguidens Malmö/Lundapris 2011.
Henrik Svalander är barnbarn till tecknaren och konstnären Yngve Svalander och Ingrid Årfelt-Svalander.

## Teater

### Roller (ej komplett)
| År   | Roll                             | Produktion                                                                                     | Regi              | Teater                           |
| ---- | -------------------------------- | ---------------------------------------------------------------------------------------------- | ----------------- | -------------------------------- |
| 2007 | Konstantin                       | Måsen (Чайка, Tjajka) Anton Tjechov                                                            | Stefan Larsson    | Dramaten                         |
| 2009 | Clive                            | En fröjdefull jul (Season's Greetings) Alan Ayckbourn                                          | Marie Parker Shaw | Regionteatern Blekinge Kronoberg |
| 2010 |                                  | Att döda ett tivoli (Преступление и наказание, Prestuplenije i nakazanije) Fjodor Dostojevskij | Dennis Sandin     | Malmö stadsteater                |
| 2012 |                                  | Gengångare och zombies Henrik Ibsen och Gustav Tegby                                           | Rikard Lekander   | Malmö stadsteater                |
| 2015 | Jakob                            | Tolvskillingsoperan (Die Dreigroschenoper) Bertolt Brecht och Kurt Weill                       | Alexander Öberg   | Malmö stadsteater                |
| 2017 | Johann Friedrich Struensee       | Livläkarens besök Per Olov Enquist                                                             | Johanna Garpe     | Malmö Stadsteater                |
| 2017 | Koreander Cairon Läkaren Ygramul | Den oändliga historien (Die unendliche Geschichte) Michael Ende                                | Nina Wester       | Malmö Stadsteater                |
| 2019 | Bernard Stanley                  | En handelsresandes död (Death of a Salesman) Arthur Miller                                     | Dennis Sandin     | Malmö stadsteater                |